# Bojnik (dokumentarni film)
Bojnik je hrvatsko-austrijski kratki dokumentarni film. Snimljen je u hrvatsko-austrijskoj koprodukciji. Premijerno je prikazan 2017. na Međunarodnom festivalu dokumentarnoga filma ZagrebDoxu. Redatelj je Kristijan Milić, skladatelj ambijentalne glazbe Andrija Milić. Film se zasniva na knjizi Pod okriljem magle Siniše Ratkovića, zapovjednika Prve samostalne satnije Podsused. U filmu se razgovara s njim i trojicom njegovih suboraca. U filmu se sagledava početak Domovinskoga rata iz motrišta prve skupine dragovoljaca koji su djelovali izvan okvira MUP-a.